# Amir (Sänger)

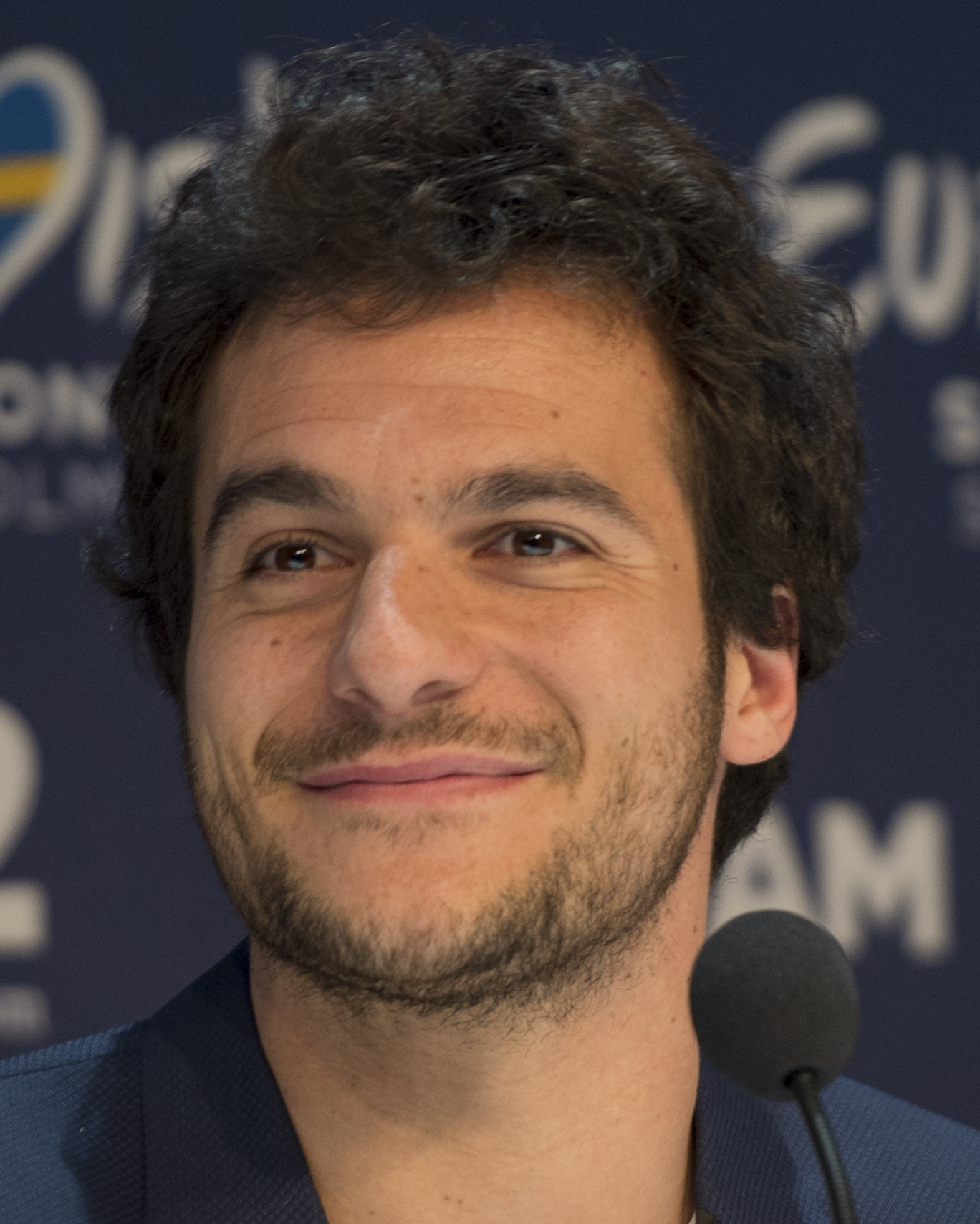
Amir beim Eurovision Song Contest 2016

Laurent Amir Khlifa Khedider Haddad (hebräisch לורן עמיר חליפה חדידר חדד, geb. 20. Juni 1984 in Paris) ist ein israelisch-französischer Sänger. Er vertrat Frankreich beim Eurovision Song Contest 2016 in Stockholm.

## Leben und Karriere
Amir wuchs in Sarcelles nördlich von Paris auf und ist jüdischen Glaubens; seine Eltern stammen aus den Maghrebstaaten (Tunesien und Marokko). Seit seiner Geburt ist er auf dem rechten Ohr taub.
Mit acht Jahren zog die Familie nach Israel, wo er seine musikalische Karriere 2008 mit der Teilnahme an der Castingshow Kochav Nolad begann, aber keinen langfristigen Erfolg im Musikgeschäft erreichte. Der Durchbruch gelang ihm, zurück in Frankreich, durch seinen dritten Platz bei The Voice: la plus belle voix im Jahr 2014. Am 7. Juli 2014 heiratete er seine Langzeitfreundin Lital in Israel.
Am 29. Februar 2016 gab der französische Sender France 2 bekannt, dass Haddad senderintern aus den Einsendungen einer öffentlichen Ausschreibung ausgewählt worden sei, beim ESC 2016 mit dem Lied J’ai cherché (dt.: Ich habe gesucht) anzutreten. Er durfte direkt im Finale am 14. Mai 2016 auftreten, da Frankreich als Mitglied der sogenannten Big Five sich nicht über die Halbfinals qualifizieren musste. Amir erreichte den sechsten Platz – das beste Ergebnis für Frankreich seit 2002.

## Diskografie

### Alben
| Jahr | Titel Musiklabel                             | Höchstplatzierung, Gesamtwochen, AuszeichnungChartplatzierungen (Jahr, Titel, Musiklabel, Platzierungen, Wochen, Auszeichnungen, Anmerkungen) | Höchstplatzierung, Gesamtwochen, AuszeichnungChartplatzierungen (Jahr, Titel, Musiklabel, Platzierungen, Wochen, Auszeichnungen, Anmerkungen) | Höchstplatzierung, Gesamtwochen, AuszeichnungChartplatzierungen (Jahr, Titel, Musiklabel, Platzierungen, Wochen, Auszeichnungen, Anmerkungen) | Anmerkungen                                               | [↑]: gemeinsam behandelt mit vorhergehendem Eintrag; [←]: in beiden Charts platziert |
| Jahr | Titel Musiklabel                             | FR | BEW | CH | Anmerkungen                                               |                                                                                      |
| ---- | -------------------------------------------- | --- | --- | --- | --------------------------------------------------------- | ------------------------------------------------------------------------------------ |
| 2011 | Vayehi                                       | — | — | — | Erstveröffentlichung: 2011 auf Hebräisch; als Amir Haddad |                                                                                      |
| 2016 | Au cœur de moi Parlophone (WMG)              | FR6 ×3Dreifachplatin · (100 Wo.)FR | BEW13 Gold · (87 Wo.)BEW | CH36 (23 Wo.)CH | Erstveröffentlichung: 29. April 2016                      |                                                                                      |
| 2017 | Addictions Parlophone (WMG)                  | FR4 ×3Dreifachplatin · (80 Wo.)FR | BEW8 (108 Wo.)BEW | CH17 (18 Wo.)CH | Erstveröffentlichung: 27. Oktober 2017                    |                                                                                      |
| 2019 | Addictions / Au cœur de moi Parlophone (WMG) | FR144 (5 Wo.)FR | — | — | Erstveröffentlichung: 9. August 2019 Boxset               |                                                                                      |
| 2020 | Ressources Parlophone (WMG)                  | FR5 ×2Doppelplatin · (47 Wo.)FR | BEW8 (62 Wo.)BEW | CH24 (3 Wo.)CH | Erstveröffentlichung: 16. Oktober 2020                    |                                                                                      |
| 2022 | R3ssources Parlophone (WMG)[FR: ↑]           | FR5 ×2Doppelplatin · (47 Wo.)FR | BEW22 (12 Wo.)BEW[CH: ↑] | CH24 (3 Wo.)CH | Erstveröffentlichung: 19. August 2022                     |                                                                                      |
| 2024 | C amir Parlophone (WMG)                      | FR5 (26 Wo.)FR | BEW7 (7 Wo.)BEW | — | Erstveröffentlichung: 13. September 2024                  |                                                                                      |

### Singles als Leadmusiker
| Jahr | Titel Album                             | Höchstplatzierung, Gesamtwochen, AuszeichnungChartplatzierungen (Jahr, Titel, Album, Platzierungen, Wochen, Auszeichnungen, Anmerkungen) | Höchstplatzierung, Gesamtwochen, AuszeichnungChartplatzierungen (Jahr, Titel, Album, Platzierungen, Wochen, Auszeichnungen, Anmerkungen) | Höchstplatzierung, Gesamtwochen, AuszeichnungChartplatzierungen (Jahr, Titel, Album, Platzierungen, Wochen, Auszeichnungen, Anmerkungen) | Höchstplatzierung, Gesamtwochen, AuszeichnungChartplatzierungen (Jahr, Titel, Album, Platzierungen, Wochen, Auszeichnungen, Anmerkungen) | Höchstplatzierung, Gesamtwochen, AuszeichnungChartplatzierungen (Jahr, Titel, Album, Platzierungen, Wochen, Auszeichnungen, Anmerkungen) | Anmerkungen                                               |
| Jahr | Titel Album                             | FR | BEW | DE | AT | CH | Anmerkungen                                               |
| --- | --------------------------------------- | --- | --- | --- | --- | --- | --------------------------------------------------------- |
| 2014 | All of Me –                             | FR122 (2 Wo.)FR | — | — | — | — |                                                           |
| 2015 | Oasis Au cœur de moi                    | FR101 (2 Wo.)FR | — | — | — | — | Erstveröffentlichung: 25. Juni 2015                       |
| 2016 | J’ai cherché Au cœur de moi             | FR2 Diamant · (51 Wo.)FR | BEW4 (20 Wo.)BEW | DE80 (1 Wo.)DE | AT58 (1 Wo.)AT | CH59 (1 Wo.)CH | Erstveröffentlichung: 15. Januar 2016 ESC 2016: Platz 6   |
| 2016 | On dirait Au cœur de moi                | FR15 Platin · (29 Wo.)FR | BEW14 (20 Wo.)BEW | — | — | — | Erstveröffentlichung: 14. Oktober 2016                    |
| 2017 | États d’amour Addictions                | FR92 Platin · (14 Wo.)FR | — | — | — | — | Erstveröffentlichung: 25. August 2017                     |
| 2018 | Les rues de ma peine Addictions         | FR— GoldFR | BEW9 (16 Wo.)BEW | — | — | — | Erstveröffentlichung: 26. Januar 2018                     |
| 2018 | Longtemps Addictions                    | FR46 Diamant · (26 Wo.)FR | BEW7 (19 Wo.)BEW | — | — | — | Erstveröffentlichung: 17. August 2018                     |
| 2020 | La fête Ressources                      | FR149 Platin · (13 Wo.)FR | BEW9 (20 Wo.)BEW | — | — | — | Erstveröffentlichung: 10. Juni 2020                       |
| 2020 | On verra bien Ressources                | — | BEW29 (9 Wo.)BEW | — | — | — | Erstveröffentlichung: 2. Oktober 2020                     |
| 2021 | Carrousel Ressources                    | FR191 Platin · (2 Wo.)FR | — | — | — | — | Erstveröffentlichung: 26. Februar 2021 feat. Indila       |
| 2021 | Rétine R3ssources                       | FR69 Diamant · (28 Wo.)FR | BEW11 (18 Wo.)BEW | — | — | — | Erstveröffentlichung: 1. Oktober 2021                     |
| 2023 | Il y a R3ssources (Bonus Track Edition) | FR195 (1 Wo.)FR | — | — | — | — | Erstveröffentlichung: 9. November 2023 feat. Jason Derulo |
| 2024 | Complémentaires C amir                  | FR90 Gold · (15 Wo.)FR | BEW41 (5 Wo.)BEW | — | — | — | Erstveröffentlichung: 29. August 2024                     |
| Folgende Lieder erschienen nicht als Single, wurden aber durch das Album zum Download und Streaming bereitgestellt und konnten somit eine Platzierung erlangen: |                                         | | | | | |                                                           |
| |                                         | | | | | |                                                           |
| 2022 | Ce soir R3ssources                      | FR111 Platin · (18 Wo.)FR | BEW25 (16 Wo.)BEW | — | — | — | Videoauskopplung: 27. Mai 2022                            |

Weitere Singles
- 2017: Au cœur de moi
- 2017: No Vacancy (mit One Republic)
- 2018: Comme Les Oiseaux (mit Ishay Ribo)
- 2018: Anja
- 2019: 5 minutes avec toi
- 2020: Passer (mit Idan Raichel)
- 2020: Si on n’aime qu’une fois / I Leksi S’ Agapo (mit Nikos Vertis)

### Singles als Gastmusiker
| Jahr | Titel Album              | Höchstplatzierung, Gesamtwochen, AuszeichnungChartplatzierungen (Jahr, Titel, Album, Platzierungen, Wochen, Auszeichnungen, Anmerkungen) | Höchstplatzierung, Gesamtwochen, AuszeichnungChartplatzierungen (Jahr, Titel, Album, Platzierungen, Wochen, Auszeichnungen, Anmerkungen) | Höchstplatzierung, Gesamtwochen, AuszeichnungChartplatzierungen (Jahr, Titel, Album, Platzierungen, Wochen, Auszeichnungen, Anmerkungen) | Höchstplatzierung, Gesamtwochen, AuszeichnungChartplatzierungen (Jahr, Titel, Album, Platzierungen, Wochen, Auszeichnungen, Anmerkungen) | Höchstplatzierung, Gesamtwochen, AuszeichnungChartplatzierungen (Jahr, Titel, Album, Platzierungen, Wochen, Auszeichnungen, Anmerkungen) | Anmerkungen                                              |
| Jahr | Titel Album              | FR | BEW | DE | AT | CH | Anmerkungen                                              |
| ---- | ------------------------ | --- | --- | --- | --- | --- | -------------------------------------------------------- |
| 2021 | 1+1 –                    | FR40 Platin · (32 Wo.)FR | — | — | — | — | Erstveröffentlichung: 13. Juli 2021 Sia feat. Amir       |
| 2023 | Grandir La légende black | — | BEW50 (1 Wo.)BEW | — | — | — | Erstveröffentlichung: 13. Januar 2023 Black M feat. Amir |